# خانقاه کلاهی (کلیبر)
خانقاه کلاهی یکی از روستاهای استان آذربایجان شرقی است که در دهستان مولان بخش مرکزی شهرستان کلیبر واقع شده‌است.